# Pseudicius nuclearis
Pseudicius nuclearis là một loài nhện trong họ Salticidae. Loài này komt voor op de Marshalleilanden và Carolinen.